# Этиловый красный
Эти́ловый кра́сный (1,1′-диэтил-2,4′-изоцианин иодид, 1,1′-диэтил-2,4′-цианин иодид) — органическое соединение, метиновый краситель, относящийся к подгруппе изоцианинов (2,4-цианинов) и имеющий химическую формулу C23H23IN2. Первый из метиновых красителей, производившихся в достаточно крупном промышленном объёме и использовавшихся в текстильной промышленности, в то время как его предшественник цианин, хотя и применялся для крашения тканей, но не смог получить распространения из-за крайне слабой светостойкости. В начале XX века использовался в качестве оптического сенсибилизатора для зелёных лучей, но быстро утратил данное значение, однако путём незначительной модификации его реакции синтеза Бенно Гомолка получил значительно более важный в отрасли сенсибилизатор пинацианол.
Синоним: C.I. 807.

## История
Соединение впервые было получено в 1883 году Хугеверфом и ван-Дорпом. Синтез заключался во взаимодействии иодэтилатов хинолина и хинальдина. Первым из цианиновых красителей получил широкое распространение в промышленном масштабе. Позднее, уже в 1920-х годах, Френсис Хамер оптимизировала синтез, добившись выхода красителя в 82%.
В 1902 году Мите и Траубе обнаружили, что это соединение можно использовать в качестве фотографического сенсибилизатора.
В 1905 году, в поисках эффективного сенсибилизатора для красной области спектра, Бенно Гомолка, работавший под руководством доктора Эрнста Кёнига, в лаборатории фирмы Höchst обнаружил, что требуемое соединение получается, если синтез этилового красного модифицировать путём добавления формальдегида или хлороформа. В таком случае продуктом реакции становился краситель, относящийся уже к другой подгруппе метиновых красителей — к карбоцианинам, обладающим более длинной цианиновой цепочкой. Этот новый краситель получил название пинацианол.

## Получение
Оптимальный синтез с выходом в 82% получается, если использовать один молярный эквивалент иодэтилата хинальдина, три эквивалента иодэтилата хинолина и три эквивалента едкой щёлочи.

## Применение
Использовался в фотографии как оптический сенсибилизатор для зелёного участка спектра.